# Kleinbuchfeld
Kleinbuchfeld ist ein Gemeindeteil des Marktes Hirschaid im oberfränkischen Landkreis Bamberg in Bayern.

## Geografie
Das Dorf liegt etwa vier Kilometer westlich des linken Ufers der Regnitz und etwa fünf Kilometer südwestlich des Ortszentrums von Hirschaid auf einer Höhe von 319 m ü. NHN.

## Geschichte
Die erste urkundliche Erwähnung des Ortes war (ebenso wie bei Großbuchfeld) 1109 unter dem Namen „Buohfelt“, die früheste Nennung des heutigen Ortsnamens erfolgte allerdings erst im Jahr 1445. Bis zum Beginn des 19. Jahrhunderts unterstand Kleinbuchfeld der Landeshoheit des Hochstiftes Bamberg. Die im fränkischen Raum für die erfolgreiche Beanspruchung der Landeshoheit maßgebliche Dorf- und Gemeindeherrschaft wurde dabei vom Domkapitel Bamberg wahrgenommen, das ein Mediat des Hochstiftes war. Die Hochgerichtsbarkeit übte das ebenfalls bambergische Centamt Bechhofen aus. Als das Hochstift Bamberg infolge des Reichsdeputationshauptschlusses 1802/03 säkularisiert und unter Bruch der Reichsverfassung vom Kurfürstentum Pfalz-Baiern annektiert wurde, wurde Kleinbuchfeld zum Bestandteil der bei der „napoleonischen Flurbereinigung“ in Besitz genommenen neubayerischen Gebiete.
Durch die Verwaltungsreformen zu Beginn des 19. Jahrhunderts im Königreich Bayern wurde Kleinbuchfeld mit dem Zweiten Gemeindeedikt im Jahr 1818 zum Bestandteil der eigenständigen Ruralgemeinde Rothensand, zu der noch das Dorf Großbuchfeld gehörte. Im Zuge der Gebietsreform in Bayern wurde Kleinbuchfeld zusammen mit der Gemeinde Rothensand am 1. Mai 1978 nach Hirschaid eingemeindet. Im Jahr 2019 zählte Kleinbuchfeld 135 Einwohner.

## Verkehr
Die aus dem Norden von Rothensand her kommende Kreisstraße BA 25 durchquert den Ort und führt über die Landkreisgrenze hinweg (nun als Kreisstraße FO 10) weiter nach Schnaid. Der ÖPNV bedient das Dorf an einer Bushaltestelle der Buslinie 979 des VGN und der nächstgelegene Bahnhof befindet sich in Hirschaid an der Bahnstrecke Nürnberg–Bamberg.